# Grönsjöarna (Tännäs socken, Härjedalen, 696102-131372)
Grönsjöarna är en sjö i Härjedalens kommun i Härjedalen och ingår i Ljusnans huvudavrinningsområde. Sjön har en area på 0,0685 kvadratkilometer och ligger 807,1 meter över havet.

## Delavrinningsområde
Grönsjöarna ingår i det delavrinningsområde (696140-131376) som SMHI kallar för Mynnar i Ljusnan. Medelhöjden är 863 meter över havet och ytan är 4,16 kvadratkilometer. Räknas de 5 avrinningsområdena uppströms in blir den ackumulerade arean 13,78 kvadratkilometer. Vattendraget som avvattnar avrinningsområdet har biflödesordning 2, vilket innebär att vattnet flödar genom totalt 2 vattendrag innan det når havet efter 429 kilometer. Avrinningsområdet består mestadels av skog (57 procent) och kalfjäll (40 procent). Avrinningsområdet har 0,07 kvadratkilometer vattenytor vilket ger det en sjöprocent på 1,7 procent.